# Химна Федеративне Народне Републике Југославије (песма)
Химна Федеративне Народне Републике Југославије (чешће скраћено звана Химна ФНРЈ) песма је, предложена за текст химне Федеративне Народне Републике Југославије, за чију је мелодију Президијум Народне Скупштине Југославије расписао конкурс 1946. године. Писац текста је песник Чедомир Миндеровић.
Упркос великом одзиву композитора из свих крајева Југославије, први званични покушај замене популарне песме „Хеј Словени“ „правом“ химном, као и сви каснији, пропао је.

## Историја

### Први конкурс за текст
Прогласом од 31. јануара 1946. године, Народна Скупштина Југославије усвојила је нови, републикански Устав, у складу са идеологијом владајуће Компартије. Уставом је предвиђено постојање државних симбола – заставе и грба (за разлику од осталих држава које су користиле „соцреалистичку“ хералдику, југословенски амблеми су, изворно, лежали на белим овалним штитовима, па се могу сматрати грбовима у европском смислу) – али не и химне. Било је предвиђено да се, амандманима на Устав, одреди нова химна Југославије.
На предлог Владе, Президијум Народне Скупштине ФНР Југославије расписује конкурс за текст нове химне, како је утврђено да је песма „Хеј Словени“ постала „неподесна, и неусклађена са новим друштвеним променама у земљи“. У позиву за учешће, прецизно су наведени критеријуми које је послати рад требало да испуни: наслов је, између осталог, морао да гласи Химна ФНРЈ или Химна, никако Химна Југославије, наводно, ради избегавања алузија на предратну државну творевину. Иако се конкурсу није одазвала већина познатијих југословенских писаца, на адресу Президијума (тачније, засебне Комисије за одређивање химне ФНРЈ унутар Президијума) пристигло је преко 440 текстова.

### Други конкурс за текст и Миндеровићева победа
Због слабог одзива познатих писаца, али и великог броја радова који својим већим делом нису испунили пропозиције постављене у позиву за учешће, Комисија се Влади и Президијуму обратила посебним писмом, у ком предлаже да се награде за прве три најбоље песме повећају на, редом, 50 000, 30 000 и 20 000 динара. Оба органа исто уважавају, те је претходни конкурс проглашен „неуспелим“, а 14. јуна исте године расписан нов, уз претходно поменуте износе награда. Одзив је био још слабији, али је било бољих радова. Победником је проглашен српски песник Чедомир Миндеровић, те је за текст химне одабрана његова „Химна ФНРЈ“. Пошто је Комисија одабрала само најбољу песму, три награде од по 20 000 динара додељене су по једном песнику из НР Словеније, НР Хрватске и НР Македоније.

### Конкурси за мелодију
После 11. децембра 1946. године, последњег дана тродневног Свесловенског конгреса, одржаног у Београду, Президијум саставља нову комисију, сада за одабир мелодије на Миндеровићев текст, од највећих музиколога. Конкурс за композицију је био анониман, а награде за прво, друго и треће место, редом, 60 000, 25 000 и 15 000 динара. Анонимност је одбила бројне могуће учеснике. Комисија је, ипак, добила тачно 201 рад. Комисија је одабрала четири рада, од којих се ниједан није чинио довољно добрим за државну химну. Мелодије су већином биле „тужне“, без нагласака на борбености и светлим моментима. Отворен је нови конкурс, у ком је одобрен потпис на делу, те је одзив био знатно већи. Одабрано је 45 композиција, али, након дугих расправа, ниједна није одабрана, а стихови Чедомира Миндеровића су одбачени.

## Текст
Смело смо пошли из мрака и страве

Кроз крваву буру у битака дим!

Братство, јединство да победу славе!

Да слободна засјаш лепотама свим!

Републико наша под сунцем слободе

дух Твој у векове нек поносно сја!

Путеви славе нек Те вечно воде

и стег твој нек само за победе зна!

Над делом радних и поносних људи

слободе нек блиста наш пламени знак!

Армије наше гранитне су груди

наш јуриш за Тебе ко олуј је јак!

Републико наша под сунцем слободе

дух Твој у векове нек поносно сја!

Путеви славе нек Те вечно воде

и стег твој нек само за победе зна

Напред и напред! И никада робом!

Све славнија, јача на путу си том!

Завете палих ми чувамо с Тобом

да вечито срећан и наш будеш дом!

Републико наша под сунцем слободе

дух Твој у векове нек поносно сја!

Путеви славе нек Те вечно воде

и стег твој нек само за победе зна!